# Băiatul care poate zbura
Băiatul care poate zbura (titlu original: The Boy Who Could Fly) este un film american din 1986 scris și regizat de Nick Castle. Rolurile principale au fost interpretate de actorii John Carpenter, Jason Priestley.

## Distribuție
| Actor            | Rol                       |
| ---------------- | ------------------------- |
| Lucy Deakins     | Amelia "Milly" Michaelson |
| Jay Underwood    | Eric Gibb                 |
| Bonnie Bedelia   | Charlene Michaelson       |
| Fred Savage      | Louis Michaelson          |
| Colleen Dewhurst | Mrs. Carolyn Sherman      |
| Fred Gwynne      | Uncle Hugo Gibb           |
| Mindy Cohn       | Geneva Goodman            |
| Jason Priestley  | Gary                      |
| Cameron Bancroft | Joe                       |
| Louise Fletcher  | Dr. Grenader              |

## Primire
The Boy Who Could Fly are un scor de 71% pe web-site-ul Rotten Tomatoes.